# Bernd Saxe
Hans-Bernhard Saxe, detto Bernd (Ibbenbüren, 30 marzo 1954), è un politico tedesco, sindaco di Lubecca dal 2000 al 2018.